# Francesc Solives
Francesc Solives   (Banyoles, segle XV - Banyoles, segle XV) també escrit Solibes, va ser un pintor nascut a Banyoles que va estar actiu durant l'últim terç del segle xv. Tot i que es considera que va desenvolupar bona part del seu treball a l'Aragó, la seva obra cabdal és el Retaule de la Pietat de l'ermita del mateix nom a Sant Llorenç de Morunys, pintura notable de l'època gòtica tardana que fa palesa la influència de Jaume Huguet en el seu estil.
Per la semblança estilística amb aquest retaule, se li han atribuït obres a les poblacions aragoneses de Torralba de Ribota, Daroca, Calataiud i Maluenda on es conserva el notable retaule de Santa Justa i Santa Rufina.
Una altra obra que li és atribuïda és el retaule del santuari de la Bovera, actualment al Museu Episcopal de Vic.